# 卡克魯德村 (阿姆拉什縣)
卡克魯德村（波斯語：كاكرود），是伊朗吉兰省阿姆拉什县兰库区索馬姆鄉的一个村。2006年人口普查顯示該村人口为94人，分佈在37个家庭中。